# Симонів (село)
Си́монів — село в Україні, у Гощанській селищній громаді Рівненського району Рівненської області. Населення становить 1776 осіб (2001).

## Географія
Селом протікає річка Безіменна, Горинь

## Історія
У селі виявлено археологічні пам'ятки доби міді та раннього заліза, на північному сході від урочища Агатівка виявлено ранньослов'янське та давньоруське поселення. Південніше від сучасного села на високому мисі при впаданні струмка в Горинь збереглися залишки кургану заввишки 1,5, діаметром 10-14 метрів.
За легендою довгожительки села Марії Симончук, записаної краєзнавцем Олесею Медведчук, на високому пагорбі неподалік Горині першим поселився бувалий козак на ім'я Симон. Він не тільки вмів наполегливо і розумно працювати, а й добре знався на природі. Тому до нього й тулилися люди при зустрічах. З їх допомогою той козак увесь схил аж до річки заліснив дубами, утворивши чудовий гай. А ще той Симон мав великий кусень родючої землі. На ній збудував хату, одружився. І довгий час успішно господарював. А коли повиростали його діти, він також тут усіх поженив, облаштувавши кожному садибу. Село швидко розросталося. Невдовзі мало аж три вулиці. Одна з них — Підгайок, тяглася вздовж Горині, друга лежала в бік Гощі, а третя — до торгового Соляного чи Чумацького шляху на Башине і називалася Причепою. Бо була крайньою.
Поселення того козака пізніше стали називати Симоновим. І, можливо, воно тут зародилося не випадково. Адже неподалік з північного боку від першої садиби лежало, заросле бур'янами, урочище Замчисько. Там і справді до появи у цих землях козака Симона, стояла міцна фортеця. Її люто за опір зруйнували татаро-монголи. Ймовірно, той козак колись також був серед оборонців і його там вороги непритомного полонили, забрали на каторгу. Звідки й втік та й оселився неподалік місця кривавої звитяги побратимів… Інша легенда, записана Євгеном Кащаком від оповідачки Надії Романюк, підтверджує сказане в першій щодо існування замку неподалік села. Доповнює деталями з нападу ворогів на нього… Коли татарське військо, розбивши таранами-колодами міцні мури замку, князь зібрав усе своє золото й срібло у ковану скриню і з високої стіни скинув її у глибінь Горині, заклинаючи, щоб скарби ніхто не зміг дістати. Після того, відправивши жінок і дітей підземним тунелем до монастиря, що стояв на Гощанській Заставі, сам пішов битися з степовиками. Там і загинув.
Довго Замчисько обминали люди, бо щоночі, навіть і за дня, там людський голос тужив за полеглими. Проте люди пам'ятали про скарб. За польсько-литовської окупації, чиновники підкупили сміливців, щоб ті знайшли у глибоких водах річки. ту скриню. Знайшли. Навіть обв'язали вірьовками і подали кінці на берег. До них підпрягли коней, але зрушити скрині з скарбом так і не вдалося Не подужали тієї ноші і 30 пар найкращих ваговозів, яких на причеплених вірьовках невидима сила затягла в Горинь. Більше ніхто не поривався шукати князівського срібла-золота.
Значно пізніше (в 1955 р.) дослідники під керівництвом Ігоря Русанова та Юрія Кухаренка у згаданому місці, де вже діяв піщаний кар'єр, виявили давнє городище. Його рештки свідчили, що там справді колись стояв мурований замок. А задовго до НЬОГО було праслов'янське поселення. У словнику староукраїнської мови XIV—XV століть, виданому в Києві у 1977—1978 роках, вміщено згадку про це село за 1436 рік Тоді, начеб воно називалося Симон. Інші джерела (пам'ятки, що видавала Тимчасова комісія для вивчення давніх актів у 1845—1859 рр.) засвідчують першу згадку про це село в 1545 році. Тобто це сталося у добу правління польсько-литовського короля (Сигізмунда першого, що довгий час воював з Московським князівством за землі колишньої Київської Русі, утримуючи під своєю рукою Волинь . А ще в архівах Рівненського гуманітарної о університету є така згадка: «Село розбудувалось, при дорозі на Гощу, де була корчма Сима (Симона)». І справді корчма тут колись стояла, але значно пізніше, найімовірніше, задовго після «Сима (Симона)», бо про неї серед людей побутує ще свіжа згадка.
Наприкінці XIX століття всі багатства тут викупив князь Четвертинський. Приблизно у ту пору, а саме 1873 році, в селі за кошти прихожан побудовано церкву на честь Великомученика Дмитра. Мабуть, це вже друга чи й третя, бо копія метричної книги зберігалася з 1799, а книга сповідальників — з 1800 року. Школа діяла з 1865 року. На той час у селі було 190 дворів, де проживало 1524 душі.
У 1906 році село Гощанської волості Острозького повіту Волинської губернії. Відстань від повітового міста 30 верст, від волості 2. Дворів 333, мешканців 2430.
Шла війна, селяни щиро боролися за добробут села, але влада у селі так швидко мінялася, що селяни не могли зрозуміти котра з них народна, а яко ворожа. У 1920 році село опинилося при польській владі. Дехто з нею вживався, проте більшість симонівців не прийняли тих властей, що гнобили. Продовжували боротьбу за визволення, вступивши у різноманітні підпільні течії. Серед найактивніших були Микола Українець, Микола Винокур, Євдоким Римаришин, Василь Яремчик. Так тривало до 1939 року.
У 1940 році в Симонові було утворено сільську раду, головою якої став Варфоломій Пархомець Тоді ж почав організовуватися колгосп. Люди, одержавши у свої володіння панську і церковну землі, не проти були й самі її обробляти. Проте змушені йти у новостворений колгосп, куди ту землю прикріплювали. Головою його був Микола Винокур. Та наступного року почалася війна Німеччини з Радянським Союзом.
На початку липня 1941 року у Симонів увійшли гітлерівські війська. Вони ж зразу з колгоспу зробили держгосп, наставили своїх керівників і примусили селян працювати на себе. Хто лінувався чи пробував ухилитися від праці, того карали палицями та гайками. А кривавою розправою в урочищі Агатівка над євреями, зігнаними туди з Гощі та навколишніх сіл, нагадали, що німці сюди прийшли грабувати, вбивати, руйнувати.
Так і було впродовж всієї окупації: у селі гітлерівці вбили 12 чол., в перестрілках з повстанцями ще 10 чол., при загадкових обставинах 3 чол., військовополонених, котрі втекли з таборів, З чол. Спалили церкву 2 серпня 1943 р. При відступі німці знищили і приміщення держгоспу, забрали худобу. Симонів звільнили бійці Новоград-Волинської дивізії Червоної армії 18 січня 1944 року. А після цього ще десять днів німці з лівого берега Горині обстрілювали село з мінометів та гармат, від снарядів та мін поруйновано багато будинків, покалічено й людей
Не було спокійно тут і після відходу фронту на західні землі. Бо почалася війна каральних сталінських загонів з українськими партизанами. Під час тих акцій від рук міліціонерів та військ органів безпеки Радянського Союзу загинув 31 молодий житель. На ту пору припадає нова хвиля організації колгоспів. У 1948 році відновили попередній (довоєнний) і заснували ще два — «Комсомолець» та «Червона зірка». А в 1954 всі ці артілі об'єднали в одну, назвавши іменем Сталіна, а потім — імені Енгельса. До цього колгоспу в 1961 році прилучили й Гощанський, що називався імені Шевченки
Таке укрупнене господарство діяло під назвою спершу імені Енгельса, а з 1971 року — імені Леніна, куди в 1978 році увійшли і землі та люди з села Бочаниці. Це сільськогосподарське підприємство було не тільки найбільшим у районі, а й найзаможнішим. За його кошти збудовано десятки добротних приміщень виробничого го призначення, підземні сховища, склади, закуплено дуже багато різної техніки, за допомогою якої обробляли поля, доглядали рослини, збирали врожаї.
У період економічного зміцнення колгоспу зведено у селах нові школи, будинки культури, медпункти, дитячі садочки-ясла, побудовані майстерні, прокладено вулиці та дороги твердим покриттям.
12 червня 2020 року, відповідно до розпорядження Кабінету Міністрів України № 722-р від «Про визначення адміністративних центрів та затвердження територій територіальних громад Рівненської області», увійшло до складу Гощанської селищної громади.
19 липня 2020 року, в результаті адміністративно-територіальної реформи та ліквідації Гощанського району, село увійшло до складу новоутвореного Рівненського району.

## Населення

### Мова
Розподіл населення за рідною мовою за даними перепису 2001 року:
| Мова            | Кількість | Відсоток |
| --------------- | --------- | -------- |
| українська      | 1766      | 99.44%   |
| російська       | 7         | 0.39%    |
| білоруська      | 2         | 0.11%    |
| інші/не вказали | 1         | 0.06%    |
| Усього          | 1776      | 100%     |

## Соціальні місця
У селі є дитячий:
- Санаторно-оздоровчий комплекс «Агатівка»
- Симонівський ліцей
- Публічно-шкільна бібліотека-філіал с. Симонів
- Фельшерсько акушерський пункт

## Відомі особи
- Віталій Цимбалюк — Президент Національної академії медичних наук України, член президії Національної академії наук України, академік Національної академії медичних наук України, професор, доктор медичних наук.
- Дмитро Божок — посол України в Монголії та Казахстані.
- Дмитро Лакей — посол України в Канаді.
- Скоцик Віталій Євстафійович — голова Аграрної партії України.